# Pentadien
Pentadien, kallas även piperylen, är ett flyktigt och brandfarligt kolväte som består av 5 kolatomer med två dubbelbindningar. Den bildas som biprodukt vid tillverkning av etylen ur råolja.

## Användning
Pentadien används i olika former av plaster och lim till exempel i förslutningarna på kuvert och blöjor.